# Colli di Scandiano e di Canossa
Il Colli di Scandiano e di Canossa è una denominazione di origine controllata riservata ad alcuni vini la cui produzione è consentita nella provincia di Reggio Emilia.

## Zona di produzione
La zona di produzione comprende l'intero territorio dei seguenti comuni:
Albinea, Quattro  Castella, Bibbiano, Montecchio, San Polo d'Enza, Canossa, Vezzano sul Crostolo, Viano, Scandiano, Castellarano, Casalgrande e parte del territorio dei comuni di Reggio Emilia, Casina, Sant'Ilario d'Enza, Cavriago.

## Storia
Notizie della diffusione della coltura della vite nell'area delimitata risalgono all'epoca romana e al medioevo, da contratti d'enfiteusi del IX-X sec. d.c. e dalla biografia di Matilde di Canossa. Riferimenti alle tipologie di vini prodotti pervengono fin dal XVI secolo dalle memorie di Bianca Cappello, granduchessa di Toscana e da Andrea Bacci. Diversi sono i vini realizzati nell'area: frizzanti, liquorosi, passiti, soprattutto bianchi.
All’inizio del XIX secolo Filippo Re afferma l'importanza della viticoltura nell'area delimitata, tra Montecchio, "Sampolo-Bianello", Reggio Emilia e Scandiano, sottolineando le differenze qualitative tra una zona e l'altra, e l’importanza di identificare e propagare le viti che su un determinato fondo producano il miglior vino.
Nel XIX secolo diversi autori, tra cui Giambattista Venturi e Giorgio Gallesio, notano l'importanza e l'ottima qualità dei vini dello scandianese, realizzati con il vitigno Spergola e altri tra cui la Malvasia di Candia aromatica. Nel 1874, con regio decreto, viene istituita la Società Enologica Scandianese.
Nel 1894 Augusto Pizzi elenca e analizza le uve dei numerosi vitigni presenti nelle diverse zone tra pianura, collina e montagna.
Nel XX secolo, oltre ai vini bianchi di maggior pregio, aumenta la produzione di vini da pasto, tradizionalmente ottenuti da uve Lambrusco, con particolare riferimento, per l'area collinare, al Lambrusco di Montericco, a prodotti più morbidi ottenuti da uve Marzemino, e ad altri prodotti derivati dai numerosi vitigni coltivati (Pietro Fornaciari, 1924). Importanti sono le superfici di vigneto sui colli (circa 18000 ha a coltura promiscua), e nel piano antistante il colle (maggiormente vitate) e la presenza di numerose varietà coltivate.
Lo sviluppo dell'enologia va di pari passo con lo sviluppo di strutture cooperative, che danno impulso e professionalità alla tecnica enologica e alla qualità del prodotto. Con l'evoluzione dell'enologia, cambia anche il paesaggio vitato: a partire dal 1960, la superficie vitata a cultura promiscua si riduce progressivamente, lasciando il posto a vigneti specializzati, presupposto per una maggiore qualificazione della viticoltura della zona.
Nel 1964, nasce il consorzio volontario per la difesa del vino tipico "Bianco di Scandiano", e il 25 novembre 1976, con decreto del presidente della repubblica viene approvata la DOC "Bianco di Scandiano", prodotto nelle tipologie frizzante o spumante naturale.
Nel 1977, viene istituito il Consorzio per la tutela del vino "Bianco di Scandiano". Il 20-9-1996, con Decreto ministeriale, la denominazione cambia il nome in "Colli di Scandiano e di Canossa", con diverse tipologie sia di bianchi che di rossi.

## Tipologie

### Bianco
Può essere prodotto con le menzioni frizzante e spumante (in tal caso con titolo alcolometrico differente)

### Bianco classico
La prima denominazione di origine venne riconosciuta come "Bianco di Scandiano", con un uvaggio di Sauvignon per almeno l'80%. Le rese erano un po' più restrittive, 130 quintali di uva per ettaro e 65% di resa massima dell'uva. l'estratto secco netto doveva essere almeno del 18‰.  
I vigneti autorizzati erano situati in provincia di Reggio Emilia nei comuni di Albinea, Quattro Castella, Bibbiano, Montecchio, San Polo d'Enza, Canossa, Vezzano sul Crostolo, Viano, Scandiano, Castellarano e Casalgrande, oltre che in parte del territorio dei comuni di Reggio Emilia, Casina, Sant'Ilario d'Enza e Cavriago.